# Montfortula rugosa
Montfortula rugosa là một loài keyhole limpet, là động vật thân mềm chân bụng sống ở biển trong họ Fissurellidae. Nó được tìm thấy ở Úc và New Zealand.